# Spontan selvantændelse
Spontant selvantændende mennesker eller spontan selvantændelse er hvor mennesker pludseligt og helt uforklarligt begynder at brænde.
Der verserer mange historier om hændelser, hvor mennesker begynder at brænde, og hvor "normalt" alt, med undtagelse af fødderne og kraniet, bliver til aske i løbet af kort tid. For at en sådan proces skal finde sted må temperaturen være på flere hundreder grader celsius. Ofte er det også sådan at materialer, ofte let brændbare som papir og pap, som har ligget lige i nærheden af menneskene, forbliver uskadt. Fænomenet er et mysterium for forskere, men dog gammelt.
Spontan selvantændelse har anvendtes til at forklare tilsyneladende uforklarlige tilfælde, hvor mennesker forbrændes indefra, eller indefra og ud, uden større skade på omgivelserne.
En mængde mere eller mindre fantasifulde teorier er blevet forsøgt anvendt som forklaring på fænomenet som f.eks. kuglelyn, psykisk energi og kortslutning af alle kroppens celler, men de kendte tilfælde har kunnet forklares som forårsaget af sengerygning og lignende.
Den mest anerkendte forklaring er at personen, efter døden, er blevet brændt langsomt grundet tøj, som har fungeret som væge for kropsfedtet.

## Historiske omtaler
Fænomenet beskrives første gang 1763 af Jonas Dupont i De Incendiis Corporis Humani Spontaneis.
For over hundreder år siden blev en amerikansk læge, dr. Hartwell fra Ayr i Massachusetts, tilkaldt til en skov af en ung pige. Han kom muligvis akkurat i tide til at se hendes mor brænde op uden at efterlade sig nogen spor i omgivelserne.
Blandt personer som man tror har vært selvantændelse er Mary Reeser, hvis levninger blev fundet af hendes søn, en askehob med en fod, uden tegn på brand.
I nyere tid omkom den 76-årige irske Michael Faherty i sit hjem d. 22. december 2010. Som dødsårsag er han blev erklæret for omkommet grundet spontan selvantændelse af retsmedicineren Ciaran McLoughlin. Andre lærde er dog skeptiske. 